# Peter Nowill
Peter Nowill, född 15 juni 1979, är en friidrottare från Australien. Han deltog vid olympiska sommarspelen 2004.